# Habitation de Québec
L'Habitation de Québec (moyen français : Abitation de Quebecq) est un ensemble de bâtiments inter-reliés que Samuel de Champlain a fait construire lorsqu'il fonde Québec en 1608. Le lieu servait à la fois de fort, d'entrepôt pour les fourrures et de logis pour les premiers habitants de la nouvelle colonie de  Nouvelle-France.

## Description

### La première Habitation
Lors de son troisième voyage en Amérique du Nord, Samuel de Champlain et ses hommes débarquent à Québec le 3 juillet 1608, au pied du cap Diamant. Ils sont mandatés par Pierre Du Gua de Monts, détenteur du monopole du commerce en Nouvelle-France, pour établir un poste de traite. Aussitôt, ils commencent à abattre les arbres du site (principalement des noyers) et érigent un magasin pour entreposer leurs vivres. Ils creusent ensuite des fossés, installent les fondations puis construisent le reste du logis. Le premier hiver à l'intérieur de ces lieux est désastreux : 20 des 28 hommes qui s'y trouvaient meurent, principalement du scorbut. En 1609, l'Habitation est complétée. Elle compte 3 corps de logis, une pièce pour Champlain, une cuisine et un colombier. Les sections sont reliées par des galeries. En plus, il y a une promenade et un jardin. L'Habitation est entourée d'un fossé armé de canons et d'une palissade en bois. On y pénètre par un pont-levis. Elle sert à la fois de comptoir fortifié et de magasin pour entreposer les fourrures et les marchandises. Champlain la décrit :
« Je fis continuer nostre logement, qui estait de trois corps de logis à deux estages. Chacun contenoit trois thoises de long & deux & demie de large. Le magazin six & trois de large, avec une belle cave de six pieds de haut. Tout autour de nos logemens je fis faire une galerie par dehors au second estage, qui estait fort commode, avec des fossés de 15. pieds de large & six de profond : & au dehors des fossés, je fis plusieurs pointes d'esperons qui enfermoient une partie du logement, là où nous mismes nos pièces de canon : & devant le bastiment y a une place de quatre thoises de large, & six ou sept de long, qui donne sur le bort de la riviere. Autour du logement y a des jardins qui sont tres-bons, & une place de costé de Septemptrion qui a quelque cent ou six vingts pas de long, 50. ou 60. de large. »
— 

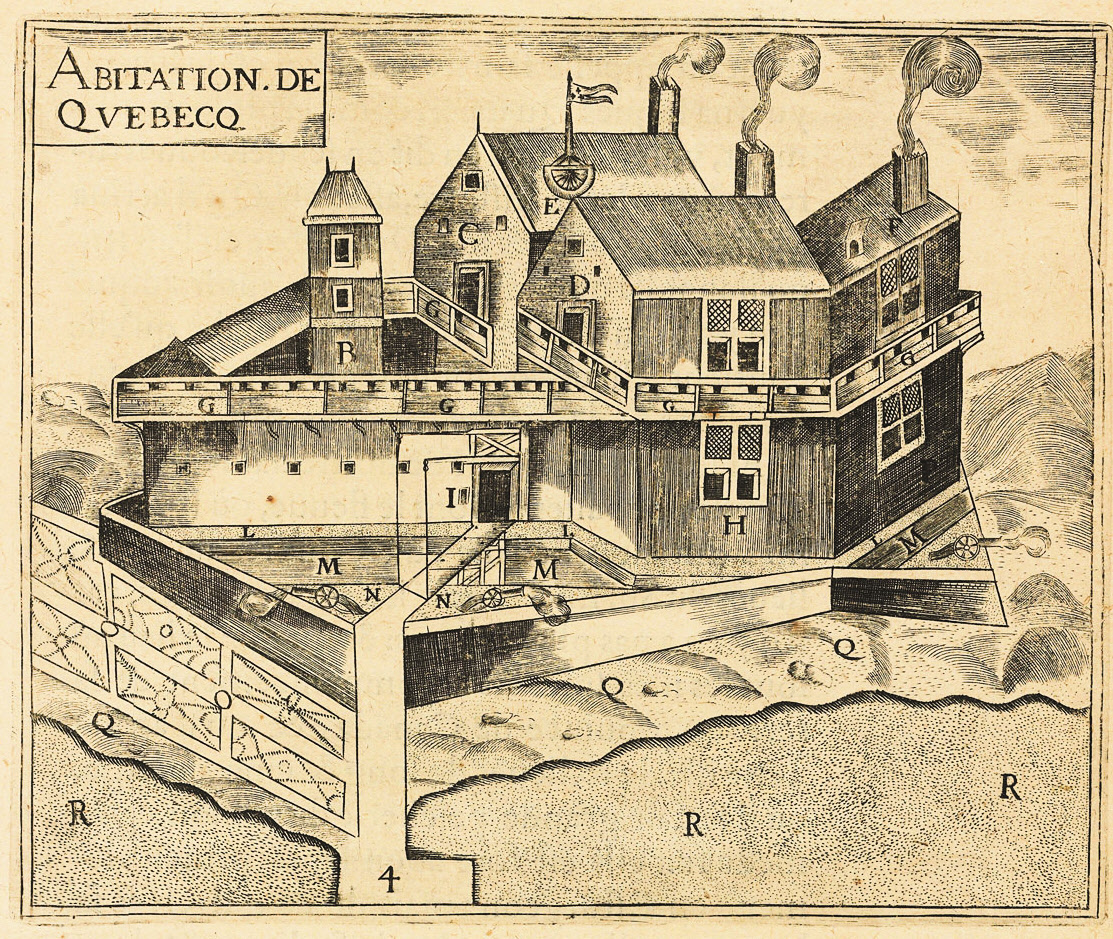
Abitation de Quebecq, 1608, par Champlain : A Le magazin. B Colombier. C Corps de logis où sont nos armes, & pour loger les ouvriers. D Autre corps de logis pour les ouvriers. E Cadran. F Autre corps de logis où est la forge, & artisans logés. G Galleries tout au tour des logemens. H Logis de sieur de Champlain. I La porte de l'habitation, où il y a pont-levis. L Promenoir autour de l'habitation concernant 10. pieds de large jusques sur le bort du fossé. M Fossés tout autour de l'habitation. N Plattes formes, en façon de tenaille pour mettre le canon. O Jardin du sieur de Champlain. Q Place devant l'habitation sur le bort de la riviere. R La grande riviere de sainct Lorens.

Le 15 novembre 1613, Henri de Bourbon, prince de Condé, vice-roi de la Nouvelle-France, acquiert l'Habitation et ce qu'elle contient. Elle est l'objet d'un important agrandissement en 1616.
Pons de Lauzières, marquis de Thémines devient lieutenant général en 1619 et nomme un vice-roi l'année suivante: Henri de Montmorency et Damville. Champlain conserve ses fonctions. Or, les marchands veulent plutôt confier le commandement de l'Habitation à François Du Pont Gravé et laisser l'exploration à Champlain. Ce dernier s'y oppose et s'adresse au Conseil du roi. Le commandement lui est confirmé. Les marchands reviennent à la charge en 1620 mais le roi Louis XIII confirme à nouveau son autorité le 7 mai de la même année.

### L'Habitation est reconstruite
De retour à Québec en juillet 1620 avec sa commission de lieutenant du vice-roi, Champlain fait entreprendre la construction du château Saint-Louis en haut du cap qui surplombe le poste.
Parallèlement, il fait effectuer des travaux d'amélioration à l'Habitation car il la « trouva [...] si désolée et ruinée qu'elle me faisait pitié. Il y pleuvait de toutes parts, l'air entrait par toutes les jointures des planchers, qui s'étaient rétrécies de temps en temps, le magasin s'en allait tomber, la cour si sale et orde, avec un des logements qui était tombé, que tout cela semblait une pauvre maison abandonnée ». Champlain prend la décision de la faire démolir en 1624 puis reconstruire en 1626-1627, cette fois-ci en pierres sur lesquelles sont gravées les armes du roi, du vice-roi et de Champlain. Elle comporte deux tourelles et deux ailes, une cour pavée, un fossé, un pont-levis et une palissade. Le magasin subsiste puisqu'il avait été reconstruit en 1621.
En 1629, Québec étant occupé par les frères Kirke, les Anglais s'installent dans l'Habitation. Elle est incendiée lors de la rétrocession de Québec à la France en 1632. Le père Le Jeune écrit alors qu'il n'en reste : « que des murailles de pierres toutes bouleversées. » Champlain fait donc reconstruire l'Habitation en 1633. Après sa mort, deux ailes sont érigées entre 1650 et 1660 et abritent le magasin.

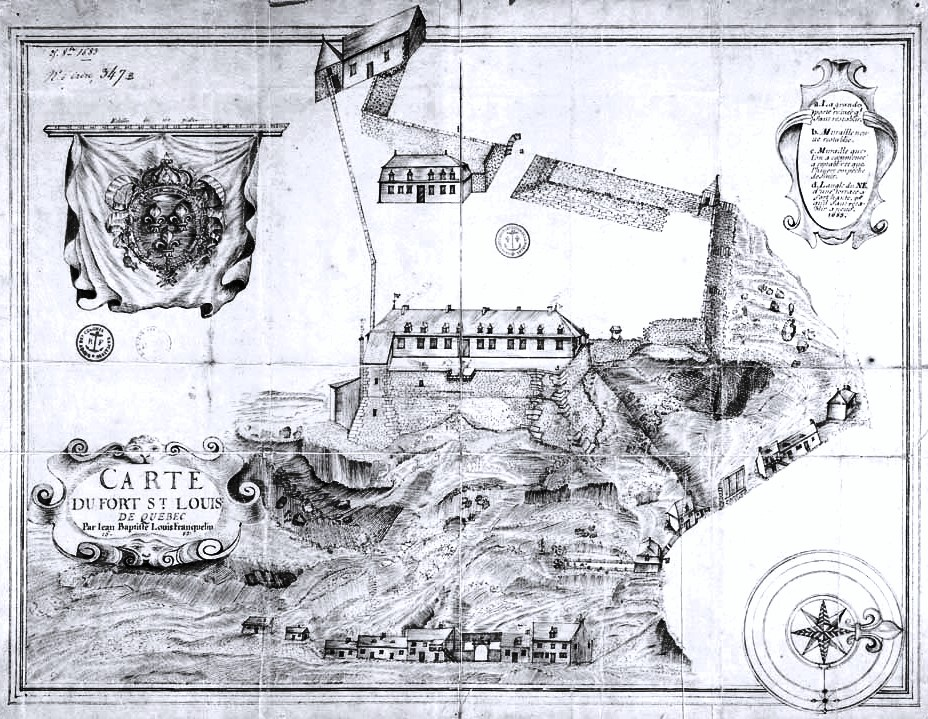
On aperçoit l'Habitation sur cette carte de Franquelin.

En 1682, un incendie détruit une partie de la basse-ville, dont le magasin. Les autres bâtiments de l'Habitation sont détruits à leur tour en 1687, cette fois par ordre de l'évêché. Il commence à y faire ériger une église (l'église Notre-Dame-des-Victoires) en 1688. Le dernier élément de l'Habitation, la maison de l'huissier royal et marchand Charles Marquis, est finalement détruit en 1735.

## Fouilles archéologiques
Lors des travaux de restauration de Place-Royale, de 1975 à 1978, des fouilles archéologiques mettent au jour les vestiges de l'Habitation. Ils constituent l'un des rares témoignages de la fondation de Québec. L'église Notre-Dame-des-Victoires a aménagé le sol de son sous-sol afin de les mettre en valeur auprès du public.
|  |  |

## Plaque commémorative
Une plaque commémorative, installée sur le mur extérieur de l'église Notre-Dame-des-Victoires à Place Royale à Québec, rappelle que Samuel de Champlain a fondé Québec le 3 juillet 1608 et qu'il a fait ériger une Habitation sur le même emplacement. Le site a été classé par le ministère de la Culture, des Communications et de la Condition féminine le 27 mars 2008.